# Turniej o Brązowy Kask 1984
Turniej o Brązowy Kask 1984 – zawody żużlowe, organizowane przez Polski Związek Motorowy dla zawodników do 19. roku życia.

## Wyniki
- 30 sierpnia 1984 r. (czwartek), Bydgoszcz

| Msc. | Zawodnik              | Klub                  | Pkt      |             |  |
| ---- | --------------------- | --------------------- | -------- | ----------- |  |
| 1    | Ryszard Dołomisiewicz | Polonia Bydgoszcz     | 12+3+3   | (3,u,3,3,3) |  |
| 2    | Mirosław Daniszewski  | Stal Gorzów Wlkp.     | 12+3+2   | (2,3,2,3,2) |  |
| 3    | Dariusz Rachwalik     | Włókniarz Częstochowa | 12+2+3+1 | (2,3,1,3,3) |  |
| 4    | Stefan Tietz          | Apator Toruń          | 12+2+2   | (3,1,3,3,2) |  |
| 5    | Krzysztof Ziarnik     | Polonia Bydgoszcz     | 12+1+d   | (3,2,2,2,3) |  |
| 6    | Piotr Glücklich       | Polonia Bydgoszcz     | 10       | (3,3,3,w,1) |  |
| 7    | Zbigniew Krakowski    | Unia Leszno           | 8        | (0,3,2,2,1) |  |
| 8    | Piotr Mazurek         | Motor Lublin          | 8        | (2,2,2,2,0) |  |
| 9    | Cezary Owiżyc         | Stal Gorzów Wlkp.     | 7        | (1,2,0,1,3) |  |
| 10   | Mariusz Strzelecki    | Apator Toruń          | 6        | (1,1,1,1,2) |  |
| 11   | Zbigniew Błażejczak   | Falubaz Zielona Góra  | 5        | (0,2,3,0,0) |  |
| 12   | Ryszard Jasinowski    | Falubaz Zielona Góra  | 5        | (0,0,1,2,2) |  |
| 13   | Piotr Maćkiewicz      | Apator Toruń          | 5        | (2,1,0,1,1) |  |
| 14   | Andrzej Puczyński     | Włókniarz Częstochowa | 3        | (1,0,1,0,1) |  |
| 15   | Roman Twardosz        | Start Gniezno         | 2        | (0,1,0,1,0) |  |
| 16   | Krzysztof Wankowski   | Start Gniezno         | 1        | (1,0,d,0,0) |  |

Kolejność w wyścigach barażowych

21: Daniszewski, Tietz, Ziarnik

22: Dołomisiewicz, Rachwalik

23: Rachwalik, Tietz, Ziarnik

24: Dołomisiewicz, Daniszewski, Rachwalik